# نادي الدعم الرياضي
نادي الدعم الرياضي نادي كرة قدم إماراتي من الأندية الخاصة يلعب في دوري الدرجة الثالثة الإماراتي ويقع في أبو ظبي.